# コア (アルバム)
『コア』（Core）は、ペルセフォネによる2006年のスタジオ・アルバム。
日本盤ボーナストラックを除くと、総曲数3曲で各曲の長さが23分前後、総演奏時間70分に及ぶアルバムで、バンド名の由来となっているギリシア神話の女神ペルセポネーの物語がコンセプトのコンセプト・アルバムである。他の多くのコンセプト・アルバムとは違い、全曲でひとつの物語を演奏しているわけではなく、3曲はペルセポネの物語を3人の登場人物のそれぞれの視点（デメテル、ハデス、ペルセポネー）で描いている。また、アルバム名の「Core」は、「核心」の意味の他に、ペルセポネーの別名である「コレー」にもちなんでいる（コレーの綴りはKoreである）。

## 収録曲
1. サンクチュアリー -ライト&グリーフ- - "Sanctuary: Light And Grief"
2. アンダーワールド -ザ・フォールン&ザ・バタフライ- - "Underground: The Fallen And The Butterfly"
3. シード -コレ&ペルセフォネ- - "Seed: Core & Persefone"

### 日本盤ボーナストラック
1. 終わりなき旅路 - "Train Of Consequences" （メガデスのカバー）

## 参加ミュージシャン
- マーク・マーティンス (Mark Martins) - ボーカル
- カルロス・ロザーノ (Carlos Lozano) - ギター
- ヨルディ・ゴルゲス (Jordi Gorgues) - ギター
- トニ・メストレ (Toni Mestre) - ベース
- ミゲル・エスピノーサ (Miguel Espinosa) - キーボード
- アレックス・ドルカ (Aleix Dorca) - ドラム、音楽プロデューサー
- Marta Masafret - ゲスト・ボーカル
- Jean-Do Leonelli - ギター・ソロ
- Nina Carbonell - ナレーション
- Manuel Corredor - ギター・ダブリング